# Поворот (платформа ВСЖД, Бурятия)
Поворо́т — остановочный пункт Восточно-Сибирской железной дороги на Транссибирской магистрали (5502 километр).
Расположен в Кабанском районе Республики Бурятия в 0,5 км к востоку от берега озера Байкал, в 3 км по автодороге северо-восточнее посёлка Боярский.

## Пригородные электрички
| № поезда | Маршрут движения   | № поезда | Маршрут движения   |
| -------- | ------------------ | -------- | ------------------ |
| 6631     | Улан-Удэ — Мысовая | 6632     | Мысовая — Улан-Удэ |
| 6637     | Улан-Удэ — Мысовая | 6638     | Мысовая — Улан-Удэ |